# Уча (приток Клязьмы)
Уча́ — река в Московской области России, левый приток Клязьмы. После строительства Канала имени Москвы Уча фактически была разделена на две реки — верхнюю и нижнюю. Длина — 19 км, площадь водосборного бассейна — 202 км².

## География

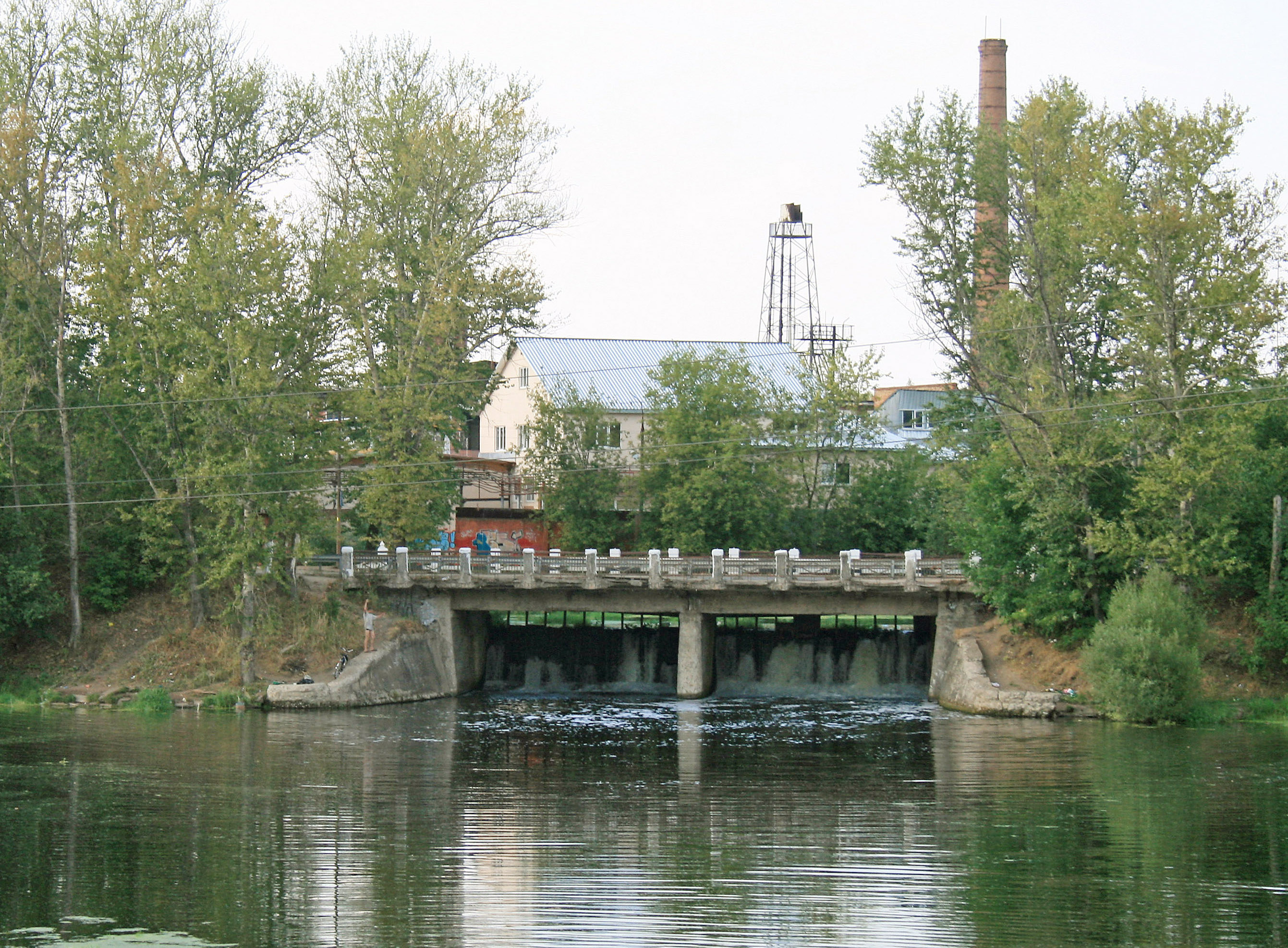
Мост с плотиной на Уче в городе Ивантеевка.

Русло нижней Учи начинается от Акуловской плотины, где вырабатывается электроэнергия. Высота истока — 162,0 м над уровнем моря.
Далее река протекает через Пушкино, Ивантеевку, а около города Щёлково впадает в реку Клязьму.

## Притоки
По порядку от устья:
- Скалба (лв)[4]
- Серебрянка (лв)[3]

## Данные водного реестра
По данным государственного водного реестра России относится к Окскому бассейновому округу, водохозяйственный участок реки — Клязьма от истока до Пироговского гидроузла, речной подбассейн реки — бассейны притоков Оки от Мокши до впадения в Волгу. Речной бассейн реки — Ока. Код объекта в государственном водном реестре — 09010300412110000031248.

## Название
Существует несколько гипотез о происхождении названия реки. Славянская связывает Учу с сербско-хорватским Voča. Балтийская — с рекой Уча в Верхнем Поднепровье, а также с литовским гидронимом Ančia и латышским Auce. Финно-угорская гипотеза предполагает происхождение названия из языков древнего населения волго-окского междуречья.
Название реки сопоставляется с мокшанским словом «уча́», что означает «овца».